# Wydawnictwo „Warto”
Wydawnictwo „Warto” – polskie wydawnictwo z siedzibą w Dzięgielowie w województwie śląskim. Powstało w 2004 roku w ramach Centrum Misji i Ewangelizacji Kościoła Ewangelicko-Augsburskiego w RP.

## Misja
Wydawnictwo stawia sobie za cel wskazywanie na Jezusa Chrystusa i autorytet Biblii oraz zachęcanie do prowadzenia wiarygodnego życia chrześcijańskiego.
Większą część swojej pracy poświęca na realizowanie projektów związanych z Centrum Misji i Ewangelizacji (dokumenty, informatory, ulotki, plakaty, strony internetowe), ale służy także pomocą i wiedzą parafiom, grupom, Kościołom oraz osobom indywidualnym w profesjonalnym przygotowaniu prezentacji dotyczących określonych tematów z zastosowaniem znanych narzędzi komputerowych.

## Działalność wydawnicza
Wydawnictwo „Warto” zajmuje się:
1. wydawaniem książek, e-czasopisma o relacjach i duchowości „Warto” i biuletynu „Rozmowa pisana”,
2. wydawaniem płyt, słuchowisk, audiobooków,
3. pracami redakcyjnymi i dziennikarskimi,
4. przygotowywaniem luterańskiego programu radiowego „Po prostu”,
5. produkcją spotów reklamowych, rejestracją konferencji, obróbką materiałów audio,
6. komputerowym przygotowaniem tekstów do druku (DTP),
7. projektowaniem graficznym (ulotek, plakatów, wizytówek, papierów firmowych, okładek, bannerów),
8. kreacjami internetowymi i multimedialnymi (wykup domeny, hosting, wykonywanie oraz projektowanie layoutów stron WWW, projektowanie i wykonywanie reklam e-mailowych i na strony itp.).

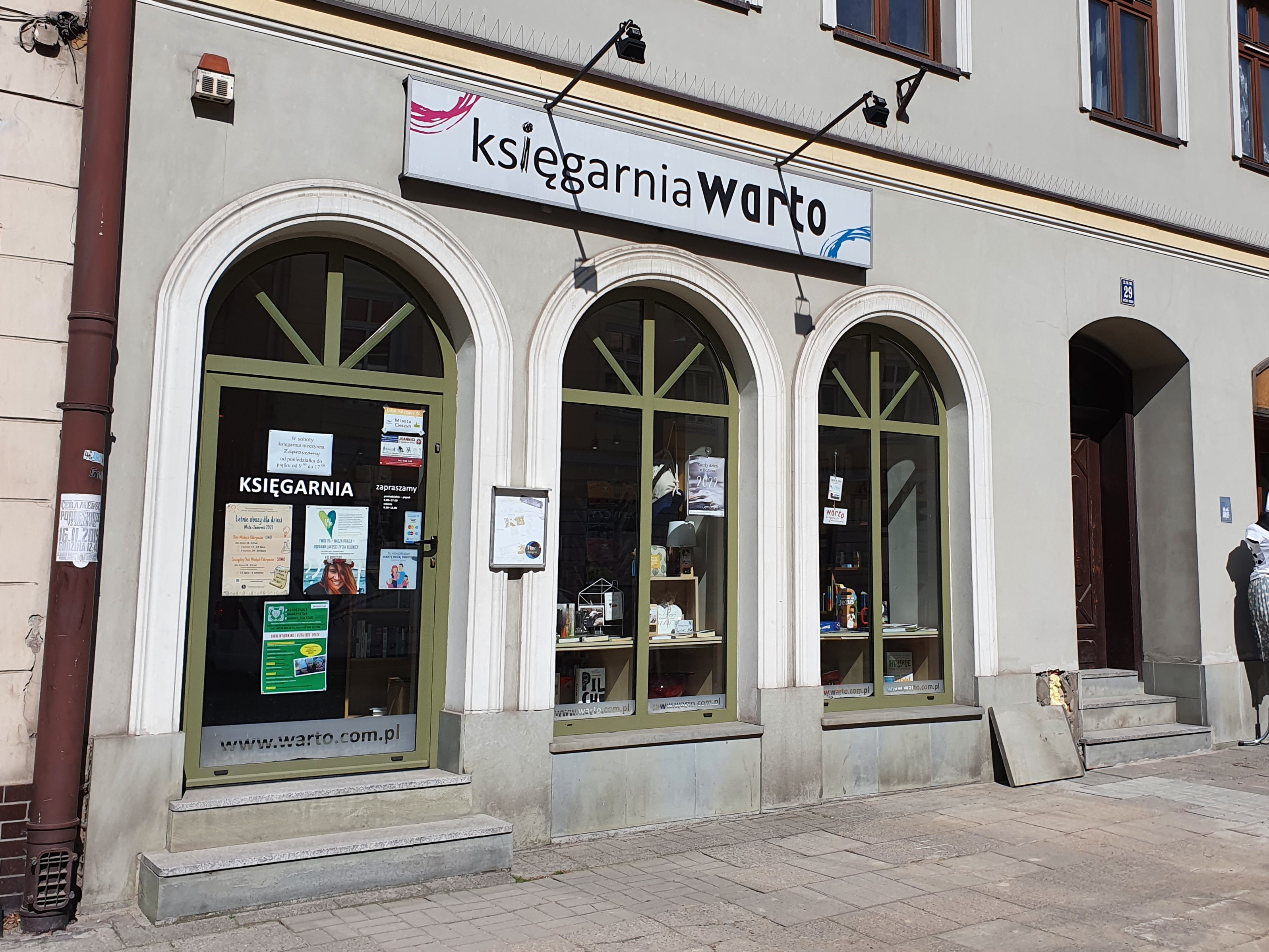
Księgarnia w Cieszynie

## Działalność księgarska
Wydawnictwo prowadzi internetową księgarnię „Warto” oraz księgarnię „Warto” w Cieszynie. Księgarnia „Warto” w Krakowie prowadzona jest przez Parafię Ewangelicko-Augsburską w Krakowie na podstawie umowy dotyczącej współpracy z Wydawnictwem Warto.